# Antona subluna
Antona subluna är en fjärilsart som beskrevs av Walker 1854. Antona subluna ingår i släktet Antona och familjen björnspinnare. Inga underarter finns listade i Catalogue of Life.